# سوق (تقسيم إداري)

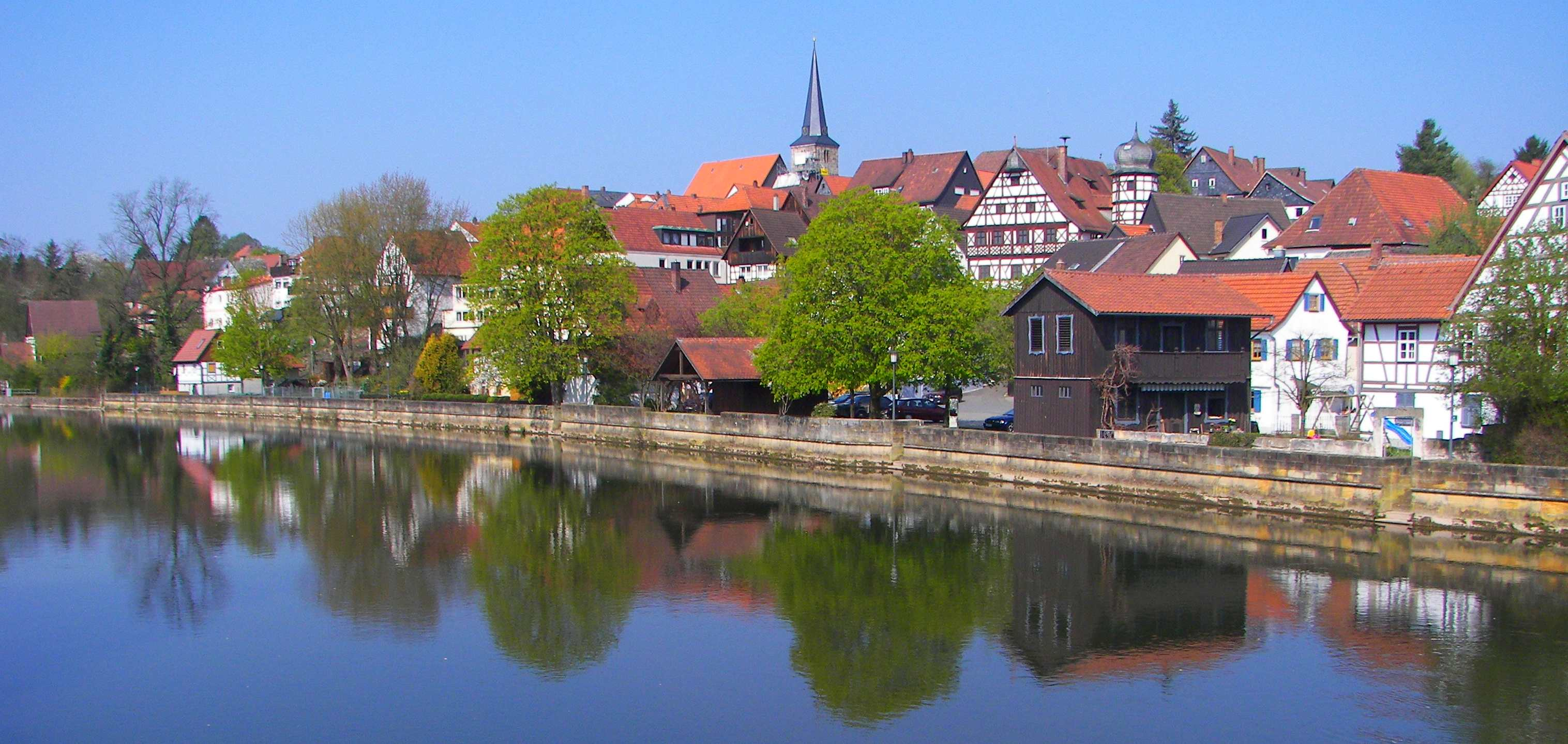

السُّوق  أَو بَلدَة السُّوق (بالأَلمانِيَّة: Die Märkte oder Marktgemeinde) هُو تَقْسِيم إِدَارِيّ لِتَجمُّع حضرِيّ. بدأْت الأَسوَاق كتقسِيم إِدارِي مُنذُ العُصُور الوسطَى مِن التَّارِيخ الأورُوبِّيّ؛ ويَأتِي مِن حيث التَرتِيب الإِدَارِيّ بَين البَلدَة والمَدِينَة. وفِي الغالِب بَلدَة السُّوق لَيست مُحاطةٍ بِأَسوَارٍ أَو حُصُون، وغالباً مَا تنشأ الأَسوَاق بِالقُرُب مِن القلَاع أَو الأَديِرةَ. ومِن العوَامِلِ الرَّئِيِسيَّة لِنشأة الأَسوَاق كتَجمُّع سكّاني هُو تَوْفِير السِّلع والخدمَات لِلتَّجَمُّعات الحضرِيَّة المُحِيطَة بِهَا.